# Les 28 Hommes de Panfilov
Pour plus de détails, voir Fiche technique et Distribution.
Les 28 Hommes de Panfilov (Двадцать восемь панфиловцев) est un film de guerre russe réalisé par Andreï Chaliopa (ru) et Kim Droujinine et sorti en 2016.

## Synopsis
URSS, fin novembre 1941. D'après le récit du journaliste Vassili Koroteïev paru dans le journal de l'Armée rouge, Krasnaïa Zvezda, peu après la bataille de Moscou, voici l'histoire des Vingt-huit de Panfilov, un groupe de vingt-huit soldats de la 316e division de fusiliers de l'Armée rouge, sous le commandement du général Ivan Panfilov, qui a stoppé l'avancée sur Moscou d'une colonne de cinquante-quatre chars allemands et de centaines de fantassins qui gardaient les flancs des chars de la 11e Panzerdivision pendant plusieurs jours. Bien qu'ils ne soient armés que de fusils d'infanterie Mosin-Nagant et de mitrailleuses DP et PM-M1910, tous inutiles contre les chars, de grenades antichars RPG-40 et de fusils antichars PTRD-41, ils se sont battus sans relâche avec une bravoure peu commune et un dévouement inébranlable, pour protéger Moscou et leur patrie.

## Fiche technique
- Titre français : Les 28 Hommes de Panfilov[1]
- Titre original russe : Двадцать восемь панфиловцев[2], Dvadtsat vossem panfilovtsev
- Réalisateur : Andreï Chaliopa (ru), Kim Droujinine
- Scénario : Andreï Chaliopa (ru)
- Photographie : Nikita Rojdestvenski
- Montage : Vitali Vinogradov
- Musique : Mikhaïl Kostylev
- Décors : Iekaterina Lizogoubova
- Production : Andreï Chaliopa (ru), Anton Ioudintsev
- Sociétés de production : Gaijin Entertainment, 28 panfilovtsev
- Pays de production :  Russie
- Langues originales : russe
- Format : couleurs - 2,35:1
- Durée : 122 minutes
- Genre : film de guerre
- Dates de sortie :
  - Espagne : 2 novembre 2016
  - Russie : 24 novembre 2016

## Distribution
- Alexandre Oustiougov : Ivan Moskalenko
- Azamat Nigmanov (ru) : Moussabék Senguirbaev
- Yakov Koutcherevski : Ivan Dobrobabine
- Oleg Fedorov : Grigori Chemiakine
- Alekseï Morozov (ru) : Vassili Klotchkov